# Benthophilus spinosus
Benthophilus spinosus je riba iz porodice glavoča. Rasprostranjena je duž južne i istočne obale Kaspijskog jezera. Na istoku je uobičajena između otoka Kulaly i poluotoka Mangišlak na jugu. Ova vrsta živi u bočatim vodama na dubinama do oko 43 m i strogo izbjegava slatke vode. Može doseći duljinu od 34 cm (mjera TL).